# Mai 2025
Portal Geschichte | Portal Biografien | Aktuelle Ereignisse | Jahreskalender | Tagesartikel

◄ |
20. Jahrhundert |
21. Jahrhundert

◄ |
1990er |
2000er |
2010er |
2020er
| 2030er | 2040er

◄ |
2021 |
2022 |
2023 |
2024 |
2025
| 2026 | 2027 | 2028 | 2029 | ►

◄ |
Februar 2025 |
März 2025 |
April 2025 |
Mai 2025 |
Juni 2025 |
Juli 2025 |
August 2025 |
►
Dieser Artikel behandelt tagesbezogene Nachrichten und Ereignisse im Mai 2025. Eine Artikelübersicht zu thematischen „Dauerbrennern“ und zu länger andauernden Veranstaltungen findet sich auf der Seite zu den laufenden Ereignissen.

## Tagesgeschehen

### Donnerstag, 1. Mai 2025
- Köln/Deutschland: Finale des DFB-Pokals 2024/25 (Frauen)
- Klagenfurt/Österreich: Finale des Österreichischen Fußball-Cups

### Samstag, 3. Mai 2025
- Canberra/Australien: Parlamentswahl[1]
- Singapur: Parlamentswahl[2]
- Deutschland: Erdüberlastungstag
- Jemen: Premierminister Ahmad Awad bin Mubarak tritt zurück.[3]

### Sonntag, 4. Mai 2025
- Rumänien: Erster Wahlgang der Präsidentschaftswahl

### Montag, 5. Mai 2025
- Sheffield/Vereinigtes Königreich: Mit der Snookerweltmeisterschaft endet die Snooker-Saison 2024/25.
- New York City/Vereinigte Staaten: Verleihung der Pulitzer-Preise[4]
- Guizhou/China: Bei einem  Bootsunglück auf einem Nebenfluss des Jangtse sterben 10 Menschen. 70 weitere werden verletzt dazu wird 1 Passagier noch vermisst. Grund für das Unglück ist ein aufziehender Sturm.

### Dienstag, 6. Mai 2025
- Berlin/Deutschland: Wahl von Friedrich Merz zum Bundeskanzler im Bundestag
- Pakistan: Indien greift mehrere Ziele in Pakistan an. Dies als Reaktion auf den Anschlag in der touristischen Region Kaschmir.

### Mittwoch, 7. Mai 2025
- Schweiz: Der Swiss Overshoot Day fällt dieses Jahr auf den 7. Mai.
- Deutschland: Der Innenminister Alexander Dobrindt ordnet das Ende der Grenzpolitik von Angela Merkel an, den diese 2015 begonnen hatte.

### Donnerstag, 8. Mai 2025
- Vatikanstadt: Im Konklave 2025 wird Leo XIV. zum neuen Papst gewählt.[5]

### Freitag, 9. Mai 2025
- Berlin/Deutschland: Verleihung des Deutschen Filmpreises 2025 (Lola)
- Schweden/Dänemark: Beginn der Eishockey-Weltmeisterschaft der Herren 2025

### Sonntag, 11. Mai 2025
- Deutschland: Saisonabschluss der Fußball-Bundesliga Saison 2024/25 der Frauen
- Albanien: Parlamentswahl

### Montag, 12. Mai 2025
- Manila/Philippinen: Parlamentswahl[6]

### Samstag, 17. Mai 2025
- Basel/Schweiz: Finale des Eurovision Song Contest 2025: Gewinn für JJ (Österreich) mit 436 Punkte beim Finale.
- Deutschland: Saisonabschluss der Fußball-Bundesliga Saison 2024/25 der Herren
- Doha/Katar: Beginn der Tischtennisweltmeisterschaft 2025

### Sonntag, 18. Mai 2025
- Vatikanstadt: Amtseinführung von Papst Leo XIV.
- Polen: Erster Wahlgang der Präsidentschaftswahl
- Rumänien: Zweiter Wahlgang der Präsidentschaftswahl
- Lissabon/Portugal: Parlamentswahl
- Jungfrauregion: Ein Lawine verschüttet am Eiger eine Skitourengruppe. Dabei werden zwei Personen getötet und fünf weitere verletzt.

### Dienstag, 20. Mai 2025
- Genf/Schweiz: Die 78. Weltgesundheitsversammlung der Weltgesundheitsorganisation (WHO) stimmt über die Annahme des Internationalen Vertrags zur Pandemieprävention ab.[7][8]
- Hannover/Deutschland: Olaf Lies wird zum Ministerpräsident Niedersachsens gewählt.
- London/Vereinigtes Königreich: Verleihung des International Booker Prize an Banu Mushtaq für ihre in der Sprache Kannada verfasste Kurzgeschichtensammlung Heart Lamp und ihre Übersetzerin ins Englische Deepa Bhasthi.[9]

### Mittwoch, 21. Mai 2025
- Bilbao/Spanien: Finale der UEFA Europa League 2024/25
- Kyōto/Japan: Erstverleihung der Music Awards Japan (Nebenkategorien)

### Donnerstag, 22. Mai 2025
- Furth im Wald/Deutschland: Eröffnung der Landesgartenschau
- Kyōto/Japan: Erstverleihung der Music Awards Japan (Hauptkategorien)
- San Diego/Vereinigte Staaten: Ein Kleinflugzeug stürzt in einem Wohngebiet ab. Mindestens 2 Personen an Bord sterben. Acht weitere werden verletzt. 100 Personen wurden Obdachlos.

### Freitag, 23. Mai 2025
- Freudenstadt und Baiersbronn/Deutschland: Eröffnung der Landesgartenschau

### Samstag, 24. Mai 2025
- Berlin/Deutschland: Finale des DFB-Pokals 2024/25 (Herren)

### Sonntag, 25. Mai 2025
- Paris/Frankreich: Beginn der French Open 2025
- Schweden/Dänemark: Ende der Eishockey-Weltmeisterschaft der Herren 2025
- Caracas/Venezuela: Verschobene Parlamentswahl[10]
- Doha/Katar: Ende der Tischtennisweltmeisterschaft 2025
- Paramaribo/Suriname: Parlamentswahl[11]

### Montag, 26. Mai 2025
- Liverpool/England: Amokfahrt auf der Meisterparade des FC Liverpool

### Mittwoch, 28. Mai 2025
- Blatten/Schweiz: Weite Teile des Dorfes Blatten im Lötschental werden durch einen Berg-/Gletschersturz verschüttet. Das Dorf war wegen akuter Bergsturzgefahr bereits seit dem 19. Mai evakuiert. Ein 64-jähriger Mann gilt als vermisst.
- Breslau/Polen: Finale der UEFA Conference League 2024/25
- New York City/Vereinigte Staaten: Der United States Court of International Trade (US-Bundesgericht für internationalen Handel) entscheidet, dass ausschließlich der Kongress der Vereinigten Staaten, nicht der Präsident, die Befugnis hat, den Handel mit anderen Ländern unter Berufung auf den International Emergency Economic Powers Act zu regulieren. Die von Präsident Donald Trump mit diesem Notstandsgesetz begründeten Zölle seien damit „aufgehoben und ihre Anwendung dauerhaft untersagt“. Nicht von der Entscheidung des Gerichts betroffen sind die anders begründeten Zölle auf Importe von Autos, Aluminium und Stahl.[12][13]

### Donnerstag, 29. Mai 2025
- Mokwa/Nigeria: In der nigerianischen Stadt Mokwa kommen bei schweren Regenfällen mehr als 200 Menschen ums Leben und mehr als 50 Häuser werden zerstört.

### Freitag, 30. Mai 2025
- Departamento Petén/Guatemala: Eine 3000-jahre alte Maya-Stätte mit dem Namen Los Abuelos wird entdeckt.[14]

### Samstag, 31. Mai 2025
- Leipzig/Deutschland: Letzter Tag der Turn-Europameisterschaft
- München/Deutschland: Finale der UEFA Champions League 2024/25 der Herren
- Frankreich: Nach dem Finale der UEFA Champions League 2024/25 und dem Gewinn von PSG kommt es landesweit teils zu heftigen Ausschreitungen. Zwei Menschen kommen dabei ums Leben. 200 werden verletzt und 500 verhaftet.